# Ischemia acuta di un arto
Con la dizione ischemia arteriosa acuta periferica o ischemia acuta di un arto ci si riferisce alla condizione patologica caratterizzata dall’improvviso arresto dell’apporto di sangue arterioso ad un arto (o ad una netta riduzione), tale da non consentire la vitalità dei tessuti del territorio colpito. I tessuti non più perfusi a seguito dell'infarto andranno quindi incontro a gangrena secca.

## Eziologia
Le modalità con cui può insorgere l'ischemia sono essenzialmente due:
- Trombosi arteriosa: il flusso sanguigno è ridotto a seguito della formazione di un trombo in un'arteria dell'arto colpito. Ciò può avvenire per varie ragioni:
  - Trombofilia: sia congenita che acquisita. A titolo di esempio si citano la mutazione del fattore V di Leiden e la sindrome da anticorpi anti fosfolipidi;[3][4]
  - Compressione ab extrinseco: la compressione rallenta il flusso ematico e facilita lo sviluppo del trombo. Rientrano in questo caso anche le sindromi da intrappolamento (sindrome dello stretto toracico superiore e sindrome da intrappolamento della poplitea);[5]
  - Aterosclerosi: il trombo si sviluppa su una placca ateromasica preesistente.[6]
- Embolismo arterioso: del materiale solido proveniente da un'altra sede (embolo) migra e occlude l'arteria dell'arto colpito. L'embolo può avere diverse origini: 
  - Embolismo cardiogeno: nella maggior parte dei casi l'embolo origina da un trombo auricolare in presenza di fibrillazione atriale[7][8]. Meno frequentemente l'embolo può essere di altra natura, ad esempio è possibile l'embolizzazione settica in corso di endocardite.[9]
  - Embolismo non cardiogeno: ad esempio, complicazioni di placca nelle arterie di grosso calibro[10], emboli provenienti dal circolo destro (in presenza di un difetto del setto[11]). L'embolismo non cardiogeno è meno rilevante in termini epidemiologici.

## Clinica
La clinica dell’ischemia acuta è descritta dalle “6 P di Pratt”:
- Pain: dolore
- Pallor: pallore
- Paresthesia: parestesia
- Pulselessness: perdita dei polsi periferici
- Paralysis/Prostration: paralisi, atonia muscolare
- Poikilothermia: ipotermia delle estremità

I tessuti più periferici ed i nervi sono più suscettibili all'ischemia. Pertanto, all'esordio il quadro si presenta con parestesia a partire dalle estremità. Con il passare del tempo compaiono anche i disturbi della motilità, sempre a partenza dalle estremità (in un primo momento il paziente può riuscire a flettere la gamba senza però riuscire a muovere le dita dei piedi). Il pallore è un segno tardivo, impreciso e poco utile dal punto di vista del clinico (la sede dell'ostruzione dev'essere stimata con la palpazione dei polsi periferici).

### Classificazione
Generalmente, la gravità dell'evento viene valutata secondo la classificazione di Rutherford:
- Grado I: arto vitale, non c'è alcun rischio di perdere l'arto.
- Grado IIA: rischio modesto di perdere l'arto, c'è margine per intervenire. Il paziente presenta una minima perdita di sensibilità all’estremità, il doppler spesso non rileva flusso arterioso
- Grado IIB: rischio moderato di perdere l'arto, bisogna procedere immediatamente con la rivascolarizzazione. Sono presenti parestesie estese associate a dolore, il doppler arterioso è muto (permane un minimo deflusso venoso).
- Grado III: è presente paralisi (con rigidità) e totale insensibilità dell'arto colpito, la situazione è irrecuperabile. Il doppler è totalmente muto, è inevitabile la perdita di ampie porzioni di tessuto e della funzione del nervo.

## Diagnostica
Dopo la formulazione del sospetto diagnostico su base clinico-anamnestica, è necessario riconoscere rapidamente la sede dell'ostruzione ed il suo impatto sull'emodinamica in modo tale da pianificare la strategia terapeutica. La diagnostica si può avvalere di:
- Palpazione dei polsi: il medico valuta i polsi femorale, popliteo, tibiale anteriore e pedidio. Il razionale dietro a questa indagine semeiologica sta nel fatto che i polsi al di sotto dell'ostruzione non sono più palpabili.
- Ecografia: esame principe nella valutazione delle ischemie acute, consente di visualizzare la morfologia dei vasi arteriosi e lo status dei flussi in modo non invasivo.
- Angiografia: tecnica radiografica invasiva, oltre ad offrire un'ottima rappresentazione morfologica del circolo arterioso può essere utilizzata come guida per il trattamento endovascolare.

## Trattamento
Nel caso in cui si possa cercare di recuperare l’arto, si somministra subito dell’eparina a basso peso molecolare (5'000 U in EV) per impedire che in corrispondenza dell'ostruzione avvengano ulteriori processi trombotici.
In seguito, dopo aver identificato la sede dell'ostruzione si può decidere di intervenire con un trattamento trombolitico, chirurgico (tromboendarteriectomia, bypass o embolectomia) o misto.
La terapia medica si basa sulla trombolisi con alteplase (tPA) o analoghi e può essere utilizzata come alternativa o complemento alla chirurgia. L'approccio chirurgico può avvalersi di diverse tecniche:
- Trombendoarterectomia: si interviene usando un catetere endovascolare per risolvere l'ostruzione aspirando il trombo o mediante stenting[17][18].
- Bypass: il chirurgo risolve l'ostruzione mettendo in comunicazione il vaso a valle della stenosi con un altro vaso sano[19]
- Fasciotomia: può rendersi necessaria qualora l'ischemia comporti una sindrome compartimentale, permette di migliorare l'esito nei casi più gravi[20]

## Prognosi
A causa degli alti tassi di recidiva del tromboembolismo, dopo aver risolto il quadro acuto è necessario impostare un'adeguata terapia anticoagulante ed antiaggregante.